# اسید پاموئیک
پاموئیک اسید (به انگلیسی: Pamoic acid) یک هیدروکسی اسید با شناسه پاب‌کم ۸۵۴۶ است. هیدروکسی اسیدها گروهی از اسیدهای کربوکسیلیک هستند که یک گروه عاملی هیدروکسیل به آنها افزوده شده است. 